# Schlagenthin
Schlagenthin là một đô thị thuộc huyện Jerichower Land, bang Sachsen-Anhalt, Đức. Đô thị Schlagenthin có diện tích 20,72kilômét vuông, dân số thời điểm ngày 31 tháng 12 năm 2006 là 815 người.